# Palazzo Alberini
Palazzo Alberini, poi Cicciaporci, si trova a Roma in via del Banco di Santo Spirito 12.
È un importante esempio di palazzo civile rinascimentale, opera di Raffaello architetto sotto l'influenza di Bramante, dei primi anni del Cinquecento.

## Storia e descrizione
Venne fatto costruire da Giulio della famiglia romana degli Alberini o Ilperini tra il 1515 e il 1519 su progetto di Raffaello, anche se Vasari ci dice che fu Giulio Romano a progettare il palazzo per lui, mentre il piano terra è attribuito a Bramante, con possibile datazione al 1512. Fu completato nel 1521 da Pietro Rosselli.
La facciata odierna è ottocentesca, mentre quella originale si trova sul perpendicolare vicolo del Curato. Il disegno segue il modello dei palazzi civili fiorentini e del precedente Palazzo Caprini (1510) del Bramante, nel piano inferiore e nel rimando classico del cornicione.
Il pianterreno, occupato anticamente dalle botteghe, e il mezzanino presentano un bugnato piatto, con un fascione marcapiano che separa il piano nobile. Quest'ultimo tramite due cornici continue è differenziato dai piani inferiore e superiore (riservato alla servitù), per evidenziarlo come la parte principale dell'edificio. Esso è caratterizzato da un ordine ridotto a lesene e aggettante nella trabeazione abbreviata; la cornice continua costituisce lo zoccolo su cui poggiano sia le lesene che le finestre.
Il terzo piano, meno in rilievo, presenta delle finestre entro cornici rettangolari, che riprendono visivamente le lesene inferiori, fino all'imponente cornicione su mensole.
Attualmente l'immobile risulta interamente di proprietà di UBI Leasing Spa.

## Altre immagini

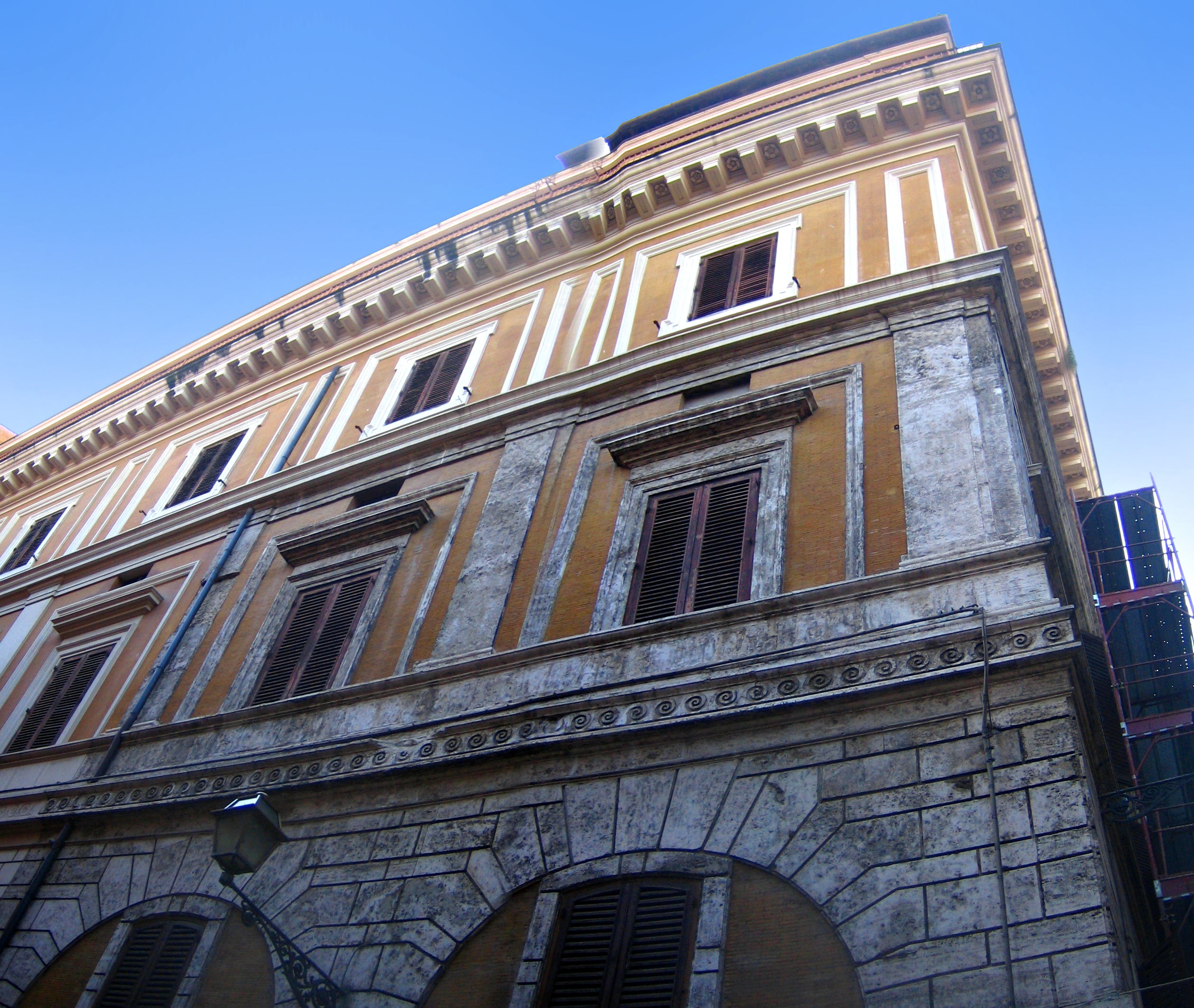
Palazzo Alberini
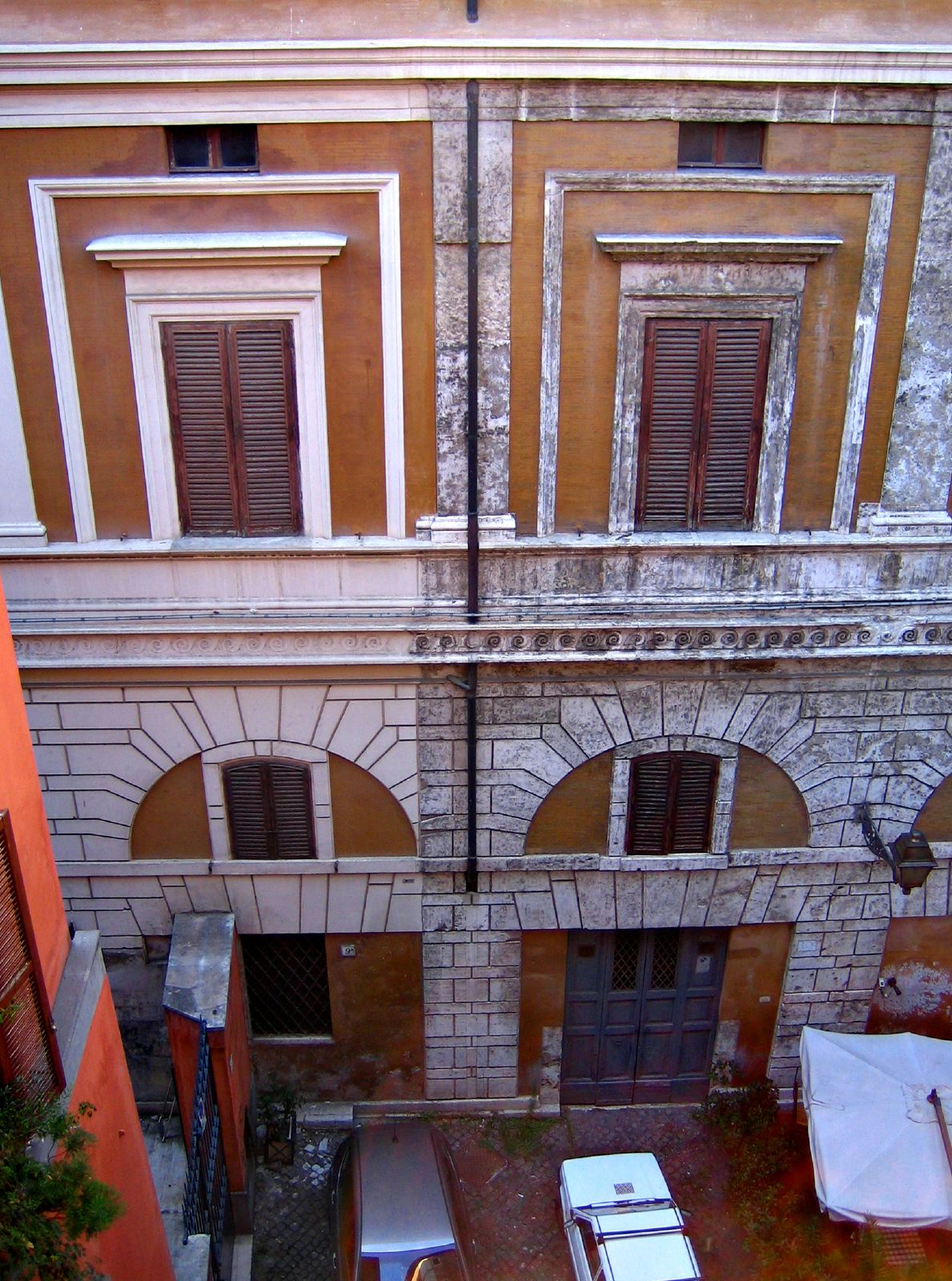
Palazzo Alberini